# Christopher Alexander

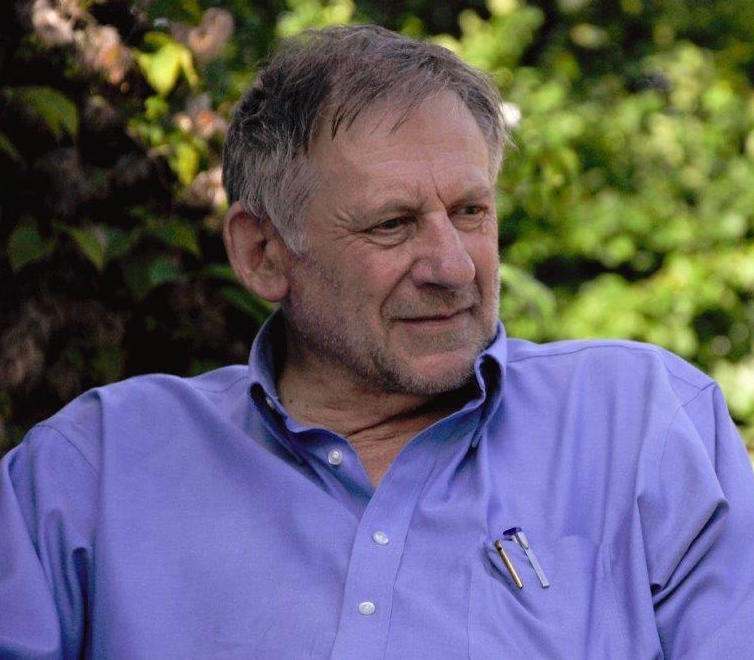
Christopher Alexander 2012

Christopher Wolfgang John Alexander (* 4. Oktober 1936 in Wien; † 17. März 2022 in Binsted, Sussex, Vereinigtes Königreich) war ein US-amerikanischer Architekt und Architekturtheoretiker des 20. Jahrhunderts. Seine Theorien über die Natur des menschenzentrierten Designs haben Bereiche jenseits der Architektur beeinflusst, darunter Städtebau, Software, Soziologie und andere. Alexander hat über 300 Gebäude entworfen.

## Leben
Christopher Alexander wurde 1936 in Wien geboren und wuchs in Oxford und Chichester, England, auf. Er absolvierte die renommierte University of Cambridge, an der er Mathematik und Architektur studierte. Er wurde an der Harvard University in Architektur promoviert; für seine Dissertation, später unter dem Titel Notes on the Synthesis of Form veröffentlicht, wurde ihm die erste Goldmedaille für Forschung vom American Institute of Architects (AIA) zugesprochen. Im Jahre 1963 wurde er Professor der Architektur an der University of California, Berkeley und gründete das Institut für Stadt- und Raumplanung (Center for Environmental Structure, CES). 1980 wurde Professor Christopher Alexander zum Mitglied der Schwedischen Königlichen Akademie ernannt. 1996 wurde er in die amerikanische Akademie der Künste und Wissenschaften (Fellow of the American Academy of Arts and Sciences) aufgenommen. 2001 emeritierte er nach 38 Jahren durchgehender Lehrtätigkeit. Im Jahr 2009 erhielt er den Vincent Scully Preis.
Christopher Alexander war zudem einer der Treuhänder von Prinz Charles für das Wales’s Institute of Architecture.
Christopher Alexander starb am 17. März 2022 nach langer Krankheit.

## Wissenschaft
Christopher Alexander trat als Architekturtheoretiker mit der Trilogie The Oregon Experiment (1964, s. University of Oregon), A Pattern Language (Eine Mustersprache, 1977) und A Timeless Way of Building (1979) hervor. Die Bücher sind gleichzeitig entstanden. Sie behandeln die theoretische Herleitung, praktische Implementierung und experimentelle Umsetzung seiner Ideen. Seine Thesen werden vor allem im englischen Sprachraum diskutiert. Alexanders Positionen haben im Bereich der Planungsmethodik weltweit Beachtung gefunden.
Christopher Alexander war Vater der sogenannten Entwurfsmuster (design patterns). Dieser Ansatz bemüht sich, unterschiedlich komplexe Architekturaspekte und -strukturen logisch zusammenzuführen. Strukturen werden in Muster (patterns) unterteilt und verknüpft. In der wissenschaftlichen Methodik kann damit die Komplexität sehr gut verdeutlicht werden. Alexanders Ideen wurden zunächst von Kent Beck und Ward Cunningham, später von der sogenannten Viererbande aufgenommen, die den Ansatz auf die Informatik übertrugen und damit die heutige Methodik der Softwareentwicklung wesentlich beeinflussten.
Christopher Alexanders architekturtheoretische Ansätze sind in Fachkreisen umstritten; sie gelten für manche als postmodern im reaktionären Sinne, für andere als nach wie vor umfassendster zeitgenössischer Denkansatz zur Weiterentwicklung des Bauens.

## Philosophie und Systemtheorie
Alexanders Spätwerk The Nature of Order hat einen philosophischen und systemanalytischen Charakter und entwickelt eine umfassende Theorie lebendiger Systeme. Wichtige Elemente sind eine ganzheitliche Sicht, der empirische Ansatz (typische Systemeigenschaften, Muster), der Schwerpunkt auf generativen Prozessen bzw. strukturerhaltenden Transformationen, die Orientierung an der Natur und die Rücknahme der Rolle des Architekten zugunsten der Mitentscheidung direkt Betroffener.

## Wirkung
Die von Alexander entwickelten Prinzipien, besonders das Konzept der Mustersprache, sind in vielen Bereichen außerhalb der Architektur aufgenommen und weiterentwickelt worden.
Beispiele:
- Softwareentwicklung – Design Patterns (siehe oben), Extreme Programming
- Musik – Jazz Patterns, Blues Patterns
- Kommunikationssysteme – Wiki
- Lebensraumgestaltung – Permakultur
- Pädagogik/Didaktik – Pedagogical Patterns, Educational Patterns
- Human Computer Interface (HCI) Design – Web Design
- Organisationsentwicklung – Innovationsprozesse
- Projektmanagement – speziell in Softwareprojekten
- Sozialaktivismus – Liberating Voices Patterns
- Commons – Mustersprache des Commoning

## Ehrungen und Auszeichnungen
- 1961–64: Wahl in die Society of Fellows der Harvard-Universität
- 1972 erhielt er die erste Forschungsmedaille des American Institute of Architects
- 1980 wurde er zum Mitglied der Schwedischen Königlichen Akademie gewählt
- 1985 erhielt er den Preis für das beste Gebäude Japans
- 1986 und 1987 gewann er den ACSA (Association of Collegiate Schools of Architecture)[8]
- 1994: ausgezeichnet mit dem Seaside Prize
- 1996: zum Fellow der American Academy of Arts and Sciences gewählt
- 2006: einer der beiden ersten Empfänger des Athena-Preises, verliehen vom Congress for the New Urbanism (CNU)
- 2009: Verleihung (in Abwesenheit) des Vincent Scully-Preises durch das National Building Museum[9]
- 2011: Verleihung des Preises für das Lebenswerk durch die Urban Design Group
- 2014: Gewinner des Global Award for Sustainable Architecture

## Werke (Auswahl)
- Christopher Alexander: Notes On The Synthesis Of Form. Oxford University Press, New York 1964, ISBN 0-674-62750-4
- Christopher Alexander, Sara Ishikawa, Murray Silverstein (1974). 'A Collection of Patterns which Generate Multi-Service Centres' in Declan and Margrit Kennedy (eds.): The Inner City. Architects Year Book 14, Elek, London. ISBN 0-236-15431-1.
- Christopher Alexander: The Oregon Experiment, mit Murray Silverstein, Shlomo Angel, Sara Ishikawa und Denny Abrams, Oxford University Press, New York 1975, ISBN 0-19-501824-9
- Christopher Alexander: A Pattern Language. Towns, Buildings, Construction, mit Sara Ishikawa, Murray Silverstein, Max Jacobson, Ingrid F. King und Shlomo Angel, Oxford University Press, New York 1977, ISBN 0-19-501919-9
  - Christopher Alexander: Eine Muster-Sprache. Städte, Gebäude, Konstruktion, mit Sara Ishikawa, Murray Silverstein, Max Jacobson, Ingrid F. King und Shlomo Angel, Löcker Verlag, Wien 1995, (deutsche Übersetzung von A Pattern Language, hg. von Hermann Czech), ISBN 3-85409-179-6
- Christopher Alexander: The Timeless Way of Building. Oxford University Press, New York 1979, ISBN 0-19-502402-8
- Christopher Alexander: The Linz Café/Das Linz Café (englisch und deutsch), Oxford University Press, New York/Löcker, Wien 1981, ISBN 0-19-520263-5/ISBN 3-85409-021-8
- Christopher Alexander: The Production of Houses, mit Howard Davis, Julio Martinez und Don Corner, Oxford University Press, New York 1985, ISBN 0-19-503223-3
- Christopher Alexander: A New Theory of Urban Design, mit Hajo Neis, Artemis Anninou und Ingrid King, Oxford University Press, New York 1987, ISBN 978-0-19-503753-1
- Christopher Alexander: Foreshadowing of 21st Century Art: The Color and Geometry of Very Early Turkish Carpets, Oxford University Press, New York 1993, ISBN 0-19-520866-8
- Christopher Alexander: The Mary Rose Museum, mit Miyoko Tsutsui und Gary Black, Oxford University Press, New York 1995, ISBN 0-19-521017-4
- Christopher Alexander: The Nature of Order. An essay on the art of building and the nature of the Universe. Center for Environmental Structure, Berkeley, ISBN 0-9726529-0-6
  - The Phenomenon of Life.  2002 (Band 1), ISBN 0-9726529-1-4
  - The Process of Creating Life. 2002 (Band 2), ISBN 0-9726529-2-2
  - A Vision of a Living World. 2005 (Band 3), ISBN 0-9726529-3-0
  - The Luminous Ground. 2004 (Band 4), ISBN 0-9726529-4-9
- Christopher Alexander, HansJoachim Neis, Maggie More Alexander: The Battle for the Life and Beauty of the Earth: A Struggle between Two World-Systems, Oxford University Press, New York 2012, ISBN 0-19-989807-3